# Michael Blazek
Michael Robert Blazek (né le 16 mars 1989 à Las Vegas, Nevada, États-Unis) est un lanceur de relève droitier de la Ligue majeure de baseball entre 2013 et 2019, principalement pour les Brewers de Milwaukee.

## Carrière
Michael Blazek est repêché au 35e tour de sélection par les Cardinals de Saint-Louis en 2007. Il fait ses débuts dans le baseball majeur avec ce club le 22 juin 2013. Il accorde 8 points mérités et 10 buts-sur-balles en 10 manches et un tiers lancées lors de ses 10 sorties pour les Cardinals en 2013. Le 30 août de cette année-là, il est échangé aux Brewers de Milwaukee contre le releveur droitier John Axford. Blazek effectue 7 sorties dans le dernier mois de la saison 2013, qu'il complète avec une moyenne de points mérités de 5,71 en 17 manches et un tiers lancées pour les deux clubs.
En 2014, il évolue pour les Sounds de Nashville, le club-école des Brewers.